# Spilopera
Spilopera là một chi bướm đêm thuộc họ Geometridae.